# Wunderwaffe
Wunderwaffe (Nederlands: wonderwapen) was gedurende de Tweede Wereldoorlog een door de nazipropaganda gebruikte term om meerdere nieuw ontwikkelde revolutionaire gevechtsmiddelen te omschrijven.

## Omschrijving
Ondanks hun (in theorie) grote impact op het slagveld slaagden de wonderwapens er niet in hun strategisch doel te bereiken: het doen keren van de kansen in het voordeel van nazi-Duitsland. De meeste van deze wapens verschenen te laat op het slagveld en in te kleine getale (of soms helemaal niet) om effect te hebben op de uitkomst van de oorlog. Dat kwam hoofdzakelijk doordat veel 'wonderwapens' pas aan het eind van de oorlog het plan- en prototypestadium voorbij waren. Technisch gezien waren ze nog veel te weinig getest en doorontwikkeld om effectief ingezet te kunnen worden en de daadwerkelijk op het slagveld verschenen wapens vertoonden dan ook nog te veel gebreken. 
De ontwikkeling van rakettechnologie, die al ver voor de oorlog was begonnen, was al wel vergevorderd. Deze  V-wapens werden in grotere aantallen geproduceerd en daadwerkelijk gebruikt, vooral tegen Groot-Brittannië, en tonen aan hoe superieur de Duitse rakettechnologie op dat moment was ten opzichte van die van de geallieerden. De al gemaakte modellen en prototypes van andere superwapens waren ook heel geavanceerd voor die tijd. Met uitzondering van de gigantische tanks en reuzenartilleriekanonnen (die erg onpraktisch en bovendien achterhaald bleken) werd in de decennia na de oorlog bijna elk Duits ontwerp van de wonderwapens verder doorontwikkeld tot verfijnd wapentuig door de Verenigde Staten, de Sovjet-Unie en andere geallieerde machten.

## Schepen

### U-boten

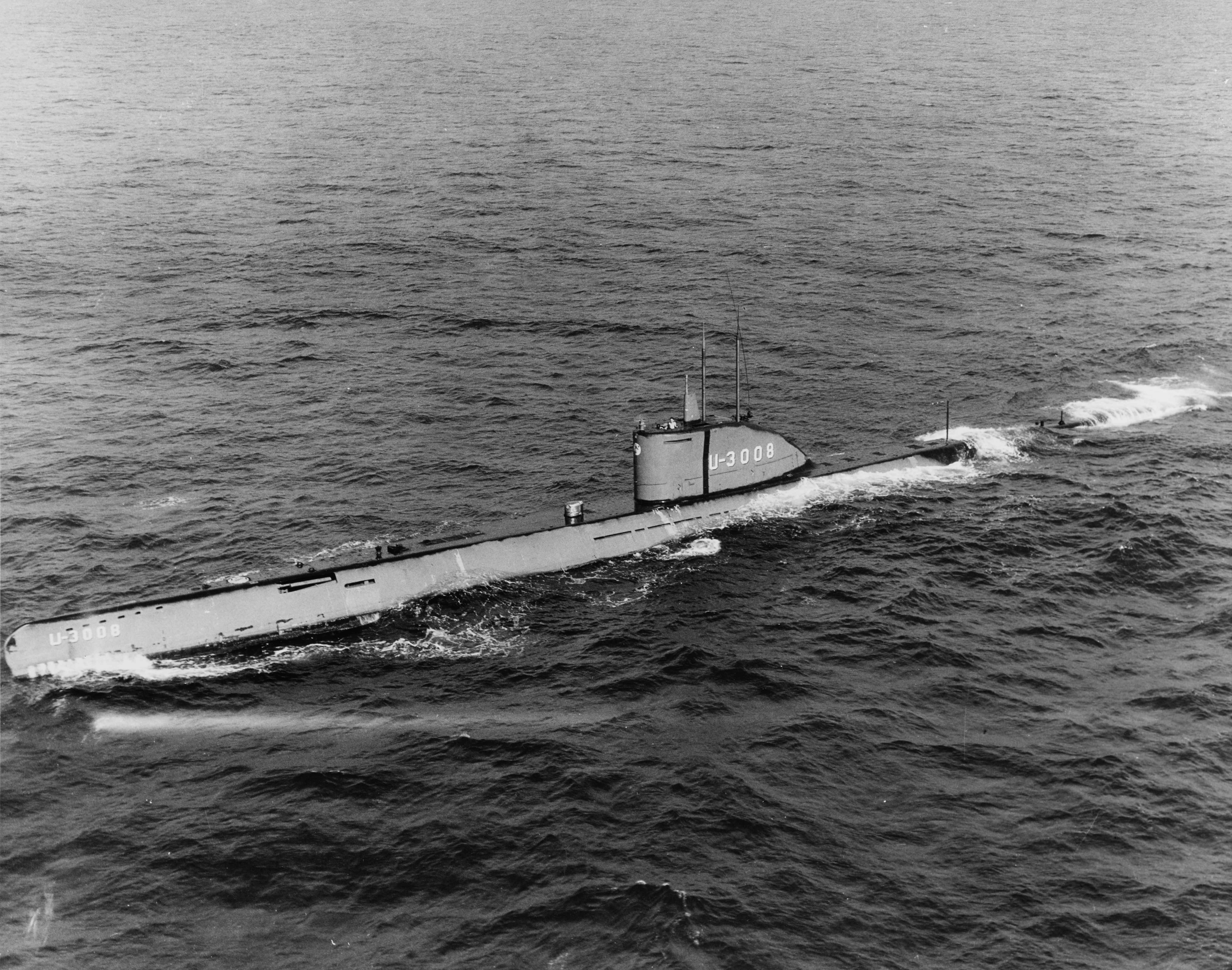
Type XXI U-boot

- Type XVIII U-boot – een geplande U-boot ontworpen om gebruik te maken van luchtonafhankelijke aandrijving
- Type XXI U-boot – de eerste boot om voor langere tijd volledig onder water te blijven
- Type XXIII U-boot – een U-boot ontworpen voor missies dicht bij de kust
- Type XXV U-boot – volledig elektrische U-boot ontworpen voor missies dicht bij de kust

## Gepantserde voertuigen

### Luchtdoelwapens
- Kugelblitz – een zelfaangedreven luchtdoelwapen

### Antitankwapens
- Sturer Emil – experimenteel antitankwapen

### Supertanks

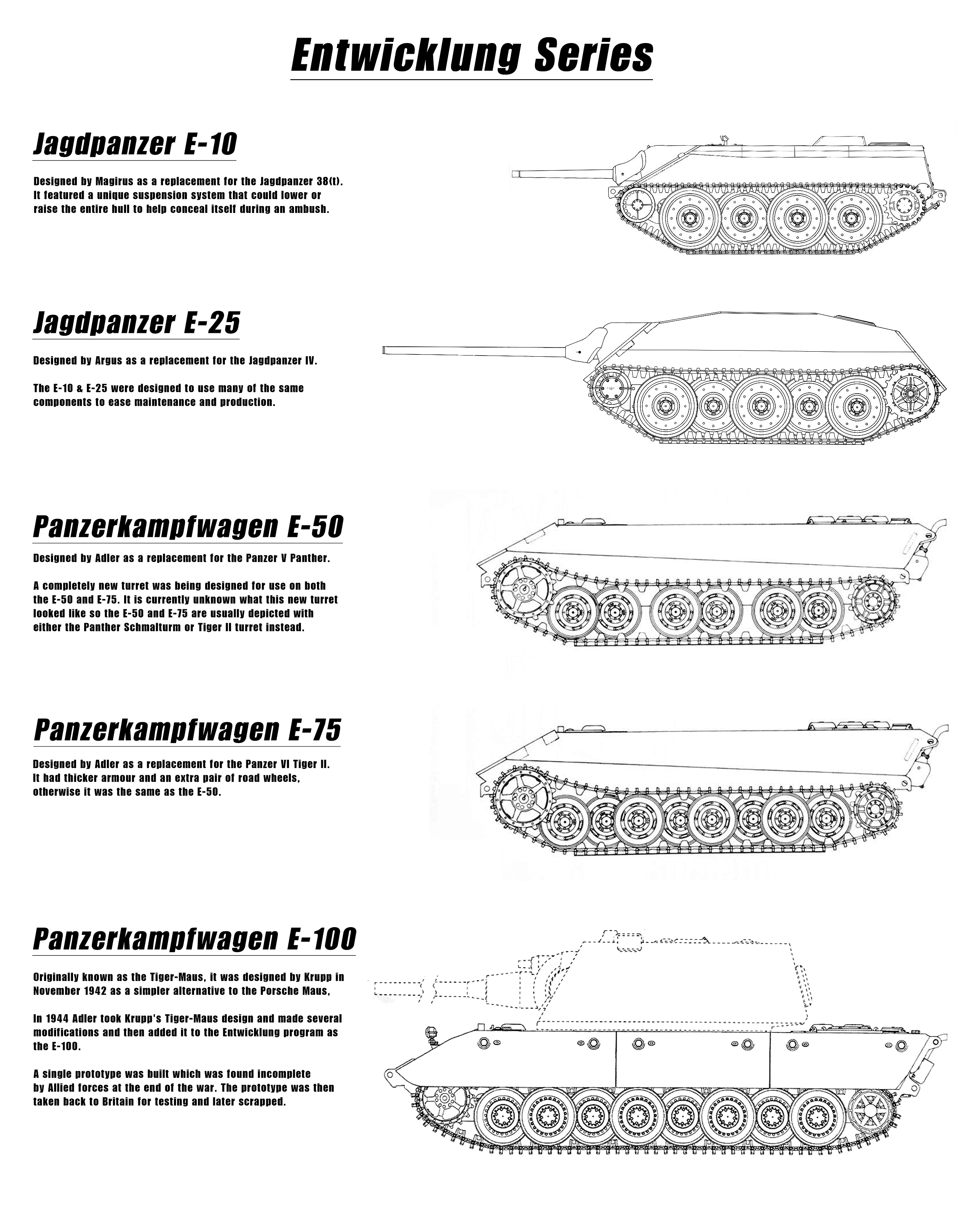
Lijst van alle voertuigen uit de E-Serie

Dit was een lievelingsproject van Hitler die verzot was op megagrote en vreemde ontwerpen, allereerst in de architectuur maar ook wat bewapening betreft. Superzware tanks waren op papier dan wel indrukwekkend, maar in de praktijk van het slagveld bleken ze nutteloos. Ze konden zich alleen op een goede, harde en vlakke ondergrond verplaatsen en waren door hun beperkte snelheid en actieradius een gemakkelijk doelwit voor zware vliegtuigbommen, die de 250mm-bepantsering toch konden doorboren. 
De snel vorderende rakettechnologie achterhaalde dan ook zowel de supertanks als superzware artillerie. Na de oorlog hebben zowel de VS als de Sovjet-Unie uit praktische overwegingen dan ook geen van de Duitse plannen verder uitgewerkt tot inzetbare supertanks, dit in tegenstelling tot die voor andere 'Wunderwaffen'.
- Panzerkampfwagen VII Löwe – superzware tank van 90 ton, bewapend met een 105mm-kanon
- Panzerjäger E-10 - tankjager van ergens tussen 10-25 ton, waarschijnlijk bewapend met een 7,5 cm Pak 39 L/48-kanon, aangezien de Hetzer, de tank waarop de E-10 gebaseerd was, dit als bewapening had.
- Panzerjäger E-25 - tankjager van tussen de 25-50 ton, bewapend met een 7,5 cm Pak 42 L/70 kanon, met mogelijk een MG in een koepel bovenop. Door zijn lage profiel was deze tank die sterk leek op de middelzware tankjager Jagdpanther en op de lichtere Hetzer waarschijnlijk moeilijk te zien en te raken op het slagveld.
- Panzerkampfwagen E-50 ‘Standardpanzer’ - middelzware tank van 50-75 ton die gemaakt was om de Panther en Tiger te vervangen. Bewapend met een KwK 88mm L/71 kanon.
- Panzerkampfwagen E-75 ‘Standardpanzer’ - zware tank van meer dan 70 ton gemaakt om de Tiger II en de Jagdtiger te vervangen. Deze tank had net als de E-50 een 8,8 cm KwK 43 L/71 kanon, mede omdat ze van dezelfde fabriek moesten komen.
- Panzerkampfwagen E-100 – superzware tank van 140 ton, bewapend met een 128mm of 15 cm KwK 44 L/38 kanon en 75mm-kanon.
- Panzerkampfwagen VIII Maus – superzware tank van 188 ton bewapend met een 128mm en een 75mm-kanon
- Landkreuzer P. 1000 Ratte – supertank met een gewicht van 1000 ton, bewapend met 128mm-kanon en twee 280mm-kanonnen
- Landkreuzer P. 1500 Monster – supertank van 1500 ton, bewapend met een 800mm-kanon

## Zweefvliegtuigen
- Junkers Ju 322 – een zwaar transportzweefvliegtuig volgens het principe van de vliegende vleugel

## Motorvliegtuigen

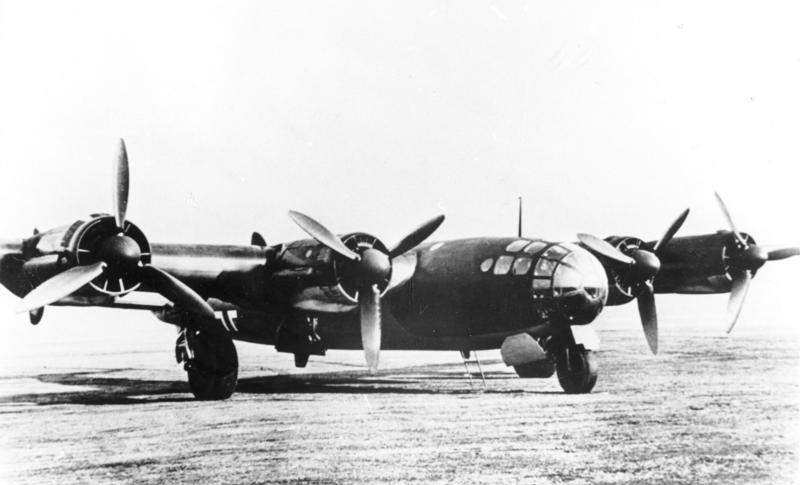
Messerschmitt Me 264

- Focke-Wulf Ta 400 – bommenwerper gepland om New York te bombarderen met een bereik van 13000 km
- Heinkel He 111Z – vliegtuig met 5 motoren gepland om zweefvliegtuigen de lucht in te trekken
- Heinkel He 274 – bommenwerper voor op grote hoogte met een bereik van 3500 km
- Junkers Ju 390 – een "Amerika"-bommenwerper met een bereik van 9700 km
- Junkers Ju 488 – zware bommenwerper met bereik van 3400 km
- Messerschmitt Me 264 – bommenwerper met bereik van 15000 km
- Messerschmitt Me 323 – zwaar transportvliegtuig met 6 motoren

## Straalvliegtuigen

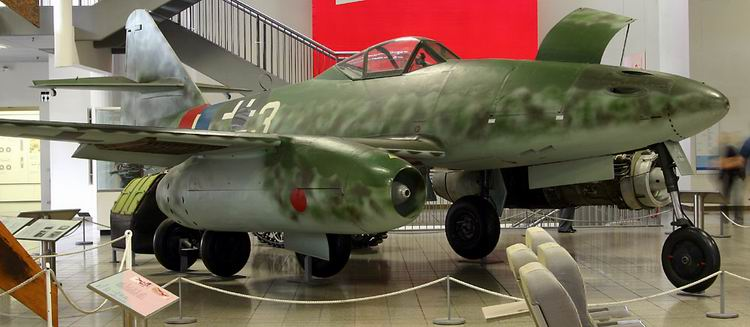
Messerschmitt Me 262

- Horten Ho 229 – het eerste straalvliegtuig volgens het vliegende vleugel-concept en tevens de eerste stealthbommenwerper. De Amerikaanse B-2 Spirit is op dit vliegtuig gebaseerd.
- Messerschmitt Me 262 – een in 1944 in gebruik genomen jachtvliegtuig met straalmotor. Het was sneller dan alles wat de geallieerden konden inzetten maar had nog veel gebreken. Ook waren er te weinig om effect te hebben in de luchtoorlog.
- Arado Ar 234 Blitz - de eerste operationele straalmotorbommenwerper en verkenningsvliegtuig.

## Raketvliegtuigen

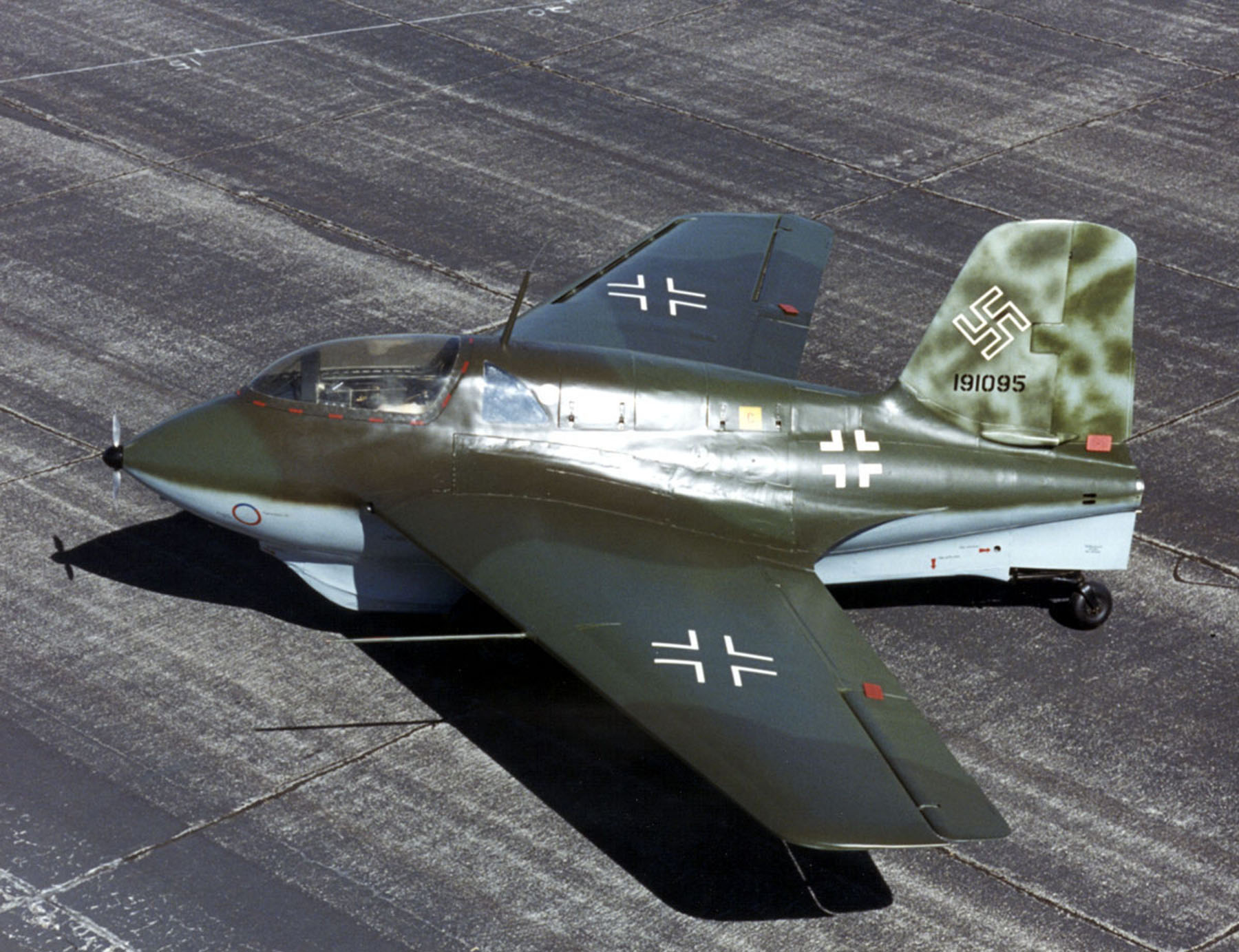
Messerschmitt Me 163

- Bachem Ba 349 - een raketvliegtuig bedoeld voor het onderscheppen van geallieerde bommenwerpers.
- Messerschmitt Me 163 - het eerste en enige door een raket aangedreven jachtvliegtuig dat daadwerkelijk is ingezet.

## Kernwapens
Onder de naam Uranprojekt zochten de Duitsers naar mogelijke militaire en wetenschappelijke toepassingen van de in 1938 ontdekte kernsplijting. Verder dan enkele bescheiden resultaten in het laboratorium zijn ze echter nooit gekomen, hoewel er door sommige schrijvers van meer sensationele boeken als Hitlers bom beweerd wordt, overigens zonder er harde bewijzen voor te leveren, dat er wel degelijk testen zijn gedaan met prototypes van Duitse atoomwapens. Tijdens de oorlog waren de geallieerden zich zeer wel bewust van de, mogelijk verstrekkende, gevolgen mochten de nazi's als eerste inzetbare atoomwapens ontwikkelen, en verschillende geheime militaire organisaties van de geallieerden waren op zoek naar deze wapens.

## Raketten

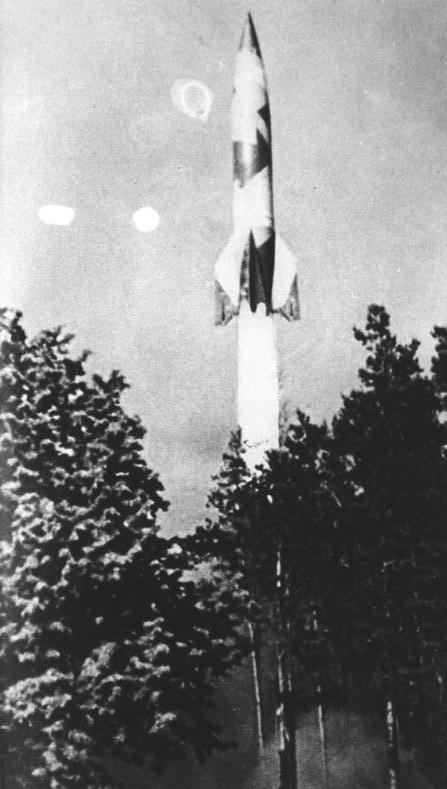
V2 na de start in Wassenaar

- Aggregat 1 (A1) – eerste Duitse experimentele raket
- Aggregat 2 (A2) – experimentele raket
- Aggregat 3 (A3) – experimentele raket
- Aggregat 4 (V2) – de eerste ballistische raket en het eerste door mensen gemaakt object dat een suborbitale ruimtevlucht maakte
- Aggregat 5 Wasserfall (A5) – supersonische luchtdoelraket
- A4-SLBM – een geplande uit een duikboot te lanceren ballistische raket
- A5 – experimentele herbruikbare raket
- Enzian – eerste luchtdoelraket met infraroodgeleiding
- Fi 103 (V1) – eerste zelfsturende raket
- Fliegerfaust – eerste draagbare luchtdoelraket
- Fritz X – eerste antischeepsraket
- Henschel Hs 117 Schmetterling – handgeleide luchtdoelraket of lucht-luchtraket
- Henschel Hs 293
- Henschel Hs 294 – geleide lucht-grondraket / torpedo
- Henschel Hs 298 - lucht-lucht raket
- Rheinbote (V4) – eerste ballistische raket voor de korte afstand
- Rheintochter – handgeleide luchtdoelraket
- Ruhrstahl X-4 – draadgeleide lucht-luchtraket
- Taifun – ongeleide luchtdoelraket

## Geweren

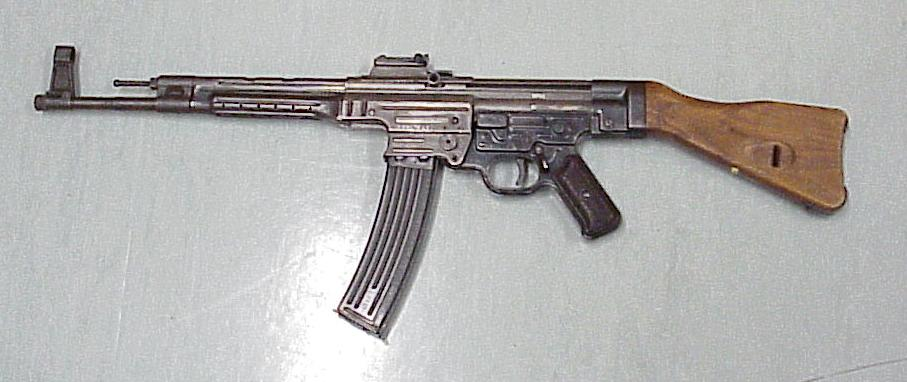
Sturmgewehr 44

- Jagdfaust – terugslagloos, automatisch vurend anti-bommenwerpergeweer, voor gebruik op de Me 163
- Mauser MG 213 – vliegtuiggemonteerd 20mm-revolverkanon
- Mauser MG 213C – vliegtuiggemonteerd 30mm-revolverkanon
- Sturmgewehr 44 – eerste aanvalsgeweer, stond later model voor de AK-47
- Sturmgewehr 45 – prototype

## Artillerie
- Schwerer Gustav (zware Gustav) – 80 cm-spoorwegkanon met een gewicht van 1350 ton en een lengte van 47 meter
- Vergeltungswaffe 3 – vast opgesteld meerkamerkanon

## Geheime technologie
Volgens sommige schrijvers van meer sensationele boeken zouden de nazi's ook meer exotische technieken hebben ontwikkeld op het gebied van bijvoorbeeld medische experimenten op mensen en antizwaartekracht. Ook de zogenoemde nazi-ufo moet in deze context gezien worden: na de oorlog zouden de Verenigde Staten met Operatie Paperclip de meeste prototypes op deze gebieden, relevante archieven en overlevende Duitse geleerden die hieraan werkten naar geheime bases in de VS hebben overgeplaatst. In het diepste geheim zouden deze voormalige nazi-geleerden, nu werkzaam voor het Amerikaanse leger en de CIA, technologie ontwikkeld hebben die in onder andere vliegende schotels is toegepast. Volgens deze theorie zouden ufo's dus geheime toestellen van het leger zijn.